# 환유

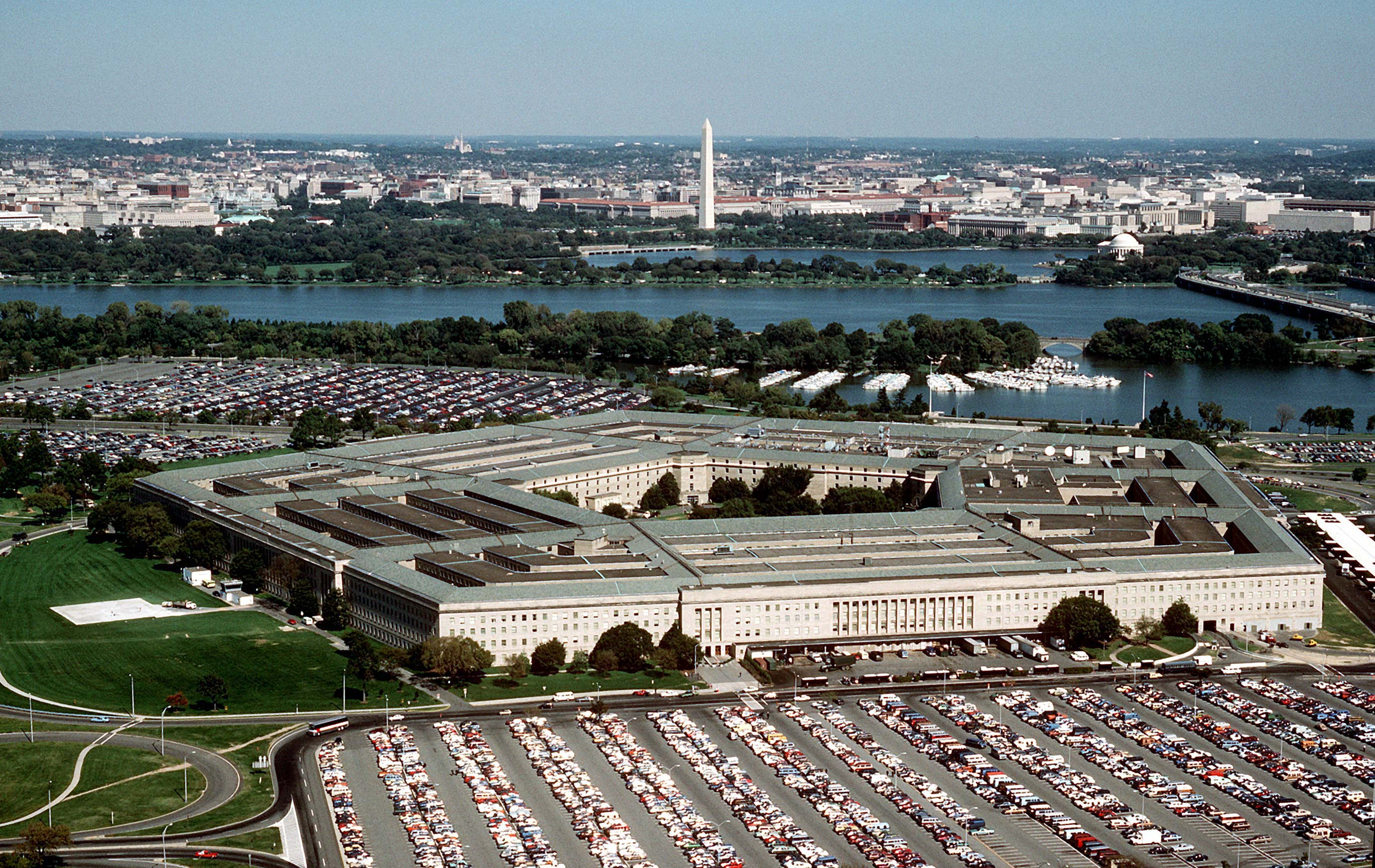

환유(換喩, metonymy)는 수사학의 수사학 기법 중 하나로, 개념의 인접 또는 근접에 따라 단어의 의미를 확장하여 사용, 비유의 일종이다. 간추리자면 하나의 부분을 그 전체와 연결을 하여 그 전체를 얘기하고 싶을 때 그 부분만을 사용할 수 있다. 이런 면에서는 제유법과도 비슷하다고 할 수 있다. 또한 그렇게 사용되는 단어 자체도 말한다. 예를 들면, 월 스트리트는 뉴욕의 거리지만, 경제의 지역이라는 뜻으로 확장되어 사용되기도 한다.

## 같이 보기
- 완곡어법
- 상표의 보통명칭화
- 케닝그
- 신어 (1984)
- 직유
- 속어
- 제유